# Koloskî, Sakî
Koloskî (în ucraineană Колоски) este un sat în comuna Romașkîne din raionul Sakî, Republica Autonomă Crimeea, Ucraina.

## Demografie
Componența lingvistică a localității Koloskî
     Rusă (53,29%)
     Tătară crimeeană (26,99%)
     Ucraineană (15,84%)
     Belarusă (1,39%)
Conform recensământului din 2001, majoritatea populației localității Koloskî era vorbitoare de rusă (53,29%), existând în minoritate și vorbitori de tătară crimeeană (26,99%), ucraineană (15,84%) și belarusă (1,39%).